# Jordan Eberle
Pour les articles homonymes, voir Eberle.
Jordan Leslie Eberle (né le 15 mai 1990 à Regina, dans la province de la Saskatchewan au Canada) est un joueur professionnel canadien de hockey sur glace.

## Biographie

### Carrière de joueur
Après sa deuxième saison au niveau junior, il est sélectionné par les Oilers d'Edmonton de la Ligue nationale de hockey lors de la première ronde du Repêchage d'entrée dans la LNH 2008 en 22e position. Il évolue alors pour les Pats de Regina de la Ligue de hockey de l'Ouest. Il participe avec l'équipe de la LHOu au Défi Canada-Russie en 2007, 2008 et 2009. À la fin de la saison 2008-2009, il devient professionnel en jouant neuf parties avec les Falcons de Springfield de la Ligue américaine de hockey. Il est de retour avec les Pats lors de la saison suivante et joue également onze parties en LAH avec les Falcons de Springfield.
Il fait ses débuts dans la LNH le 7 octobre 2010 lors du match gagné 4 à 0 contre les Flames de Calgary, où il inscrit un but en infériorité numérique et fait une passe décisive. Au cours de la saison 2010-2011, il joue 69 matchs et finit meilleur pointeur de son équipe avec 43 points. À l'issue de la saison suivante, il est une nouvelle fois le meilleur pointeur d'Edmonton avec 76 points marqués en 78 rencontres. À la fin de cette saison, il est nommé pour remporter le trophée Lady Byng du meilleur esprit sportif aux côtés de Matt Moulson des Islanders de New York et Brian Campbell des Panthers de la Floride ; ce dernier sera finalement le préféré pour remporter le trophée.
Après sept saisons passées avec les Oilers, il est échangé le 22 juin 2017 aux Islanders de New York contre Ryan Strome.

### Carrière internationale
Il représente l'équipe du Canada au niveau international lors du championnat du monde de hockey sur glace des moins de 18 ans 2008, des championnats du monde junior de hockey sur glace 2009 et 2010 et des championnats du monde de hockey sur glace 2010, 2011 et 2012.

## Statistiques
| Saison     | Équipe                 | Ligue      |       | Saison régulière | Saison régulière | Saison régulière | Saison régulière | Saison régulière |    | Séries éliminatoires | Séries éliminatoires | Séries éliminatoires | Séries éliminatoires | Séries éliminatoires |
| Saison     | Équipe                 | Ligue      | PJ    | B                | A                | Pts              | Pun              | PJ               | B  | A                    | Pts                  | Pun                  |                      |                      |
| 2006-2007  | Pats de Regina         | LHOu       | 66    | 28               | 27               | 55               | 32               | 6                | 2  | 5                    | 7                    | 2                    |                      |                      |
| 2007-2008  | Pats de Regina         | LHOu       | 70    | 42               | 33               | 75               | 20               | 5                | 2  | 4                    | 6                    | 7                    |                      |                      |
| 2008-2009  | Pats de Regina         | LHOu       | 61    | 35               | 39               | 74               | 20               | -                | -  | -                    | -                    | -                    |                      |                      |
| 2008-2009  | Falcons de Springfield | LAH        | 9     | 3                | 6                | 9                | 4                | -                | -  | -                    | -                    | -                    |                      |                      |
| 2009-2010  | Pats de Regina         | LHOu       | 57    | 50               | 56               | 106              | 32               | -                | -  | -                    | -                    | -                    |                      |                      |
| 2010-2011  | Oilers d'Edmonton      | LNH        | 69    | 18               | 25               | 43               | 22               | -                | -  | -                    | -                    | -                    |                      |                      |
| 2011-2012  | Oilers d'Edmonton      | LNH        | 78    | 34               | 42               | 76               | 10               | -                | -  | -                    | -                    | -                    |                      |                      |
| 2012-2013  | Barons d'Oklahoma City | LAH        | 34    | 25               | 26               | 51               | 10               | -                | -  | -                    | -                    | -                    |                      |                      |
| 2012-2013  | Oilers d'Edmonton      | LNH        | 48    | 16               | 21               | 37               | 16               | -                | -  | -                    | -                    | -                    |                      |                      |
| 2013-2014  | Oilers d'Edmonton      | LNH        | 80    | 28               | 37               | 65               | 18               | -                | -  | -                    | -                    | -                    |                      |                      |
| 2014-2015  | Oilers d'Edmonton      | LNH        | 81    | 24               | 39               | 63               | 24               | -                | -  | -                    | -                    | -                    |                      |                      |
| 2015-2016  | Oilers d'Edmonton      | LNH        | 69    | 25               | 22               | 47               | 14               | -                | -  | -                    | -                    | -                    |                      |                      |
| 2016-2017  | Oilers d'Edmonton      | LNH        | 82    | 20               | 31               | 51               | 16               | 13               | 0  | 2                    | 2                    | 2                    |                      |                      |
| 2017-2018  | Islanders de New York  | LNH        | 81    | 25               | 34               | 59               | 21               | -                | -  | -                    | -                    | -                    |                      |                      |
| 2018-2019  | Islanders de New York  | LNH        | 78    | 19               | 18               | 37               | 17               | 8                | 4  | 5                    | 9                    | 2                    |                      |                      |
| 2019-2020  | Islanders de New York  | LNH        | 58    | 16               | 24               | 40               | 12               | 22               | 5  | 9                    | 14                   | 10                   |                      |                      |
| 2020-2021  | Islanders de New York  | LNH        | 55    | 16               | 17               | 33               | 16               | 19               | 4  | 7                    | 11                   | 4                    |                      |                      |
| 2021-2022  | Kraken de Seattle      | LNH        | 79    | 21               | 23               | 44               | 14               | -                | -  | -                    | -                    | -                    |                      |                      |
| 2022-2023  | Kraken de Seattle      | LNH        | 82    | 20               | 43               | 63               | 34               | 14               | 6  | 5                    | 11                   | 6                    |                      |                      |
| 2023-2024  | Kraken de Seattle      | LNH        | 78    | 17               | 27               | 44               | 17               | -                | -  | -                    | -                    | -                    |                      |                      |
| Totaux LNH | Totaux LNH             | Totaux LNH | 1 018 | 299              | 403              | 702              | 251              | 76               | 19 | 28                   | 47                   | 24                   |                      |                      |

### En équipe nationale
| Année | Équipe     | Compétition                  |    | PJ | B | A  | Pts | Pun | +/-               |  | Résultat |
| 2008  | Canada U18 | Championnat du monde -18 ans | 7  | 4  | 6 | 10 | 0   | +2  | Médaille d'or     |  |          |
| 2009  | Canada U20 | Championnat du monde junior  | 6  | 6  | 7 | 13 | 2   | +9  | Médaille d'or     |  |          |
| 2010  | Canada U20 | Championnat du monde junior  | 6  | 8  | 5 | 13 | 4   | +2  | Médaille d'argent |  |          |
| 2010  | Canada     | Championnat du monde         | 4  | 1  | 3 | 4  | 0   | +3  | 7e place          |  |          |
| 2011  | Canada     | Championnat du monde         | 7  | 4  | 0 | 4  | 2   | +4  | 5e place          |  |          |
| 2012  | Canada     | Championnat du monde         | 8  | 4  | 4 | 8  | 0   | +4  | 5e place          |  |          |
| 2013  | Canada     | Championnat du monde         | 8  | 0  | 5 | 5  | 2   | +1  | 5e place          |  |          |
| 2015  | Canada     | Championnat du monde         | 10 | 5  | 8 | 13 | 0   | +8  | Médaille d'or     |  |          |
| 2018  | Canada     | Championnat du monde         | 10 | 2  | 3 | 5  | 2   | -1  | 4e place          |  |          |

## Trophées et honneurs personnels

### Ligue nationale de hockey
- 2011-2012 : participe au 59e Match des étoiles de la LNH (1)
- 2021-2022 : participe au 66e Match des étoiles de la LNH (2)